# Smoothened
Smoothened je protein, který je u lidí kódován SMO genem. Smoothened (česky vyhlazený) protein patří do skupiny F (Frizzled) receptorů spřažených s G proteinem, který je součástí hedgehog signální dráhy, která je zachována u mnoha organismů od mouchy po člověka. Smoothened je molekulárním cílem pro přírodní teratogen cyclopamin.

## Funkce
Buněčná lokalizace hraje zásadní roli ve funkci SMO, která kotvy na buněčné membráně jako 7-pass transmembránový protein.